# U-294
| U-294 | U-294 | U-294 |
| --- | --- | --- |
| | | |
| | | |
| | | |
| Під прапором | Третій рейх | Третій рейх |
| Спуск на воду | 27 серпня 1943 року | 27 серпня 1943 року |
| Виведений зі складу флоту                                                                                            | 9 травня 1945 року | 9 травня 1945 року |
| Сучасний статус | затоплений | затоплений |
| Проєкт | | |
| Тип ПЧ | середній торпедний ДПЧ | середній торпедний ДПЧ |
| Вартість | 4 714 000 ℛℳ | 4 714 000 ℛℳ |
| Основні характеристики                                                                                               | | |
| Швидкість (надводна)                                                                                                 | 17,9 вузла | 17,9 вузла |
| Швидкість (підводна)                                                                                                 | 8 вузлів | 8 вузлів |
| Робоча глибина занурення                                                                                             | 100 м | 100 м |
| Гранична глибина занурення                                                                                           | 250 м | 250 м |
| Дальність плавання                                                                                                   | 8500 морських миль (15 700 км) на швидкості 10 вузлів (у надводному положенні) 80 морських миль (150 км) на швидкості 4 вузли (в підводному положенні) | 8500 морських миль (15 700 км) на швидкості 10 вузлів (у надводному положенні) 80 морських миль (150 км) на швидкості 4 вузли (в підводному положенні) |
| Екіпаж | 44—60 осіб | 44—60 осіб |
| Розміри | | |
| Довжина найбільша (по КВЛ)                                                                                           | 67,1 м | 67,1 м |
| Ширина корпусу найб.                                                                                                 | 6,2 м | 6,2 м |
| Висота | 9,6 м | 9,6 м |
| Середня осадка (по КВЛ)                                                                                              | 4,74 м | 4,74 м |
| Водотоннажність надводна                                                                                             | 759 т | 759 т |
| Силова установка | | |
| дизель-електрична; 2 дизельних двигуни Germaniawerft M6V 40/46, 2 електродвигуни Siemens-Schuckert-Werke GU 343/38-8 | | |
| Гвинти | 2 | 2 |
| Потужність | 2800—3200 к.с. (дизелі) 750 к.с. (електродвигуни) | 2800—3200 к.с. (дизелі) 750 к.с. (електродвигуни) |
| Озброєння | | |
| Артилерія | 1 × 88-мм палубна гармата SK C/35 | 1 × 88-мм палубна гармата SK C/35 |
| Торпедно- мінне озброєння                                                                                            | 4 носових і один кормовий ТА 14 торпед або 26 мін TMA чи TMB                                                                                           | 4 носових і один кормовий ТА 14 торпед або 26 мін TMA чи TMB                                                                                           |
| ППО | 1 × 37-мм зенітна гармата Flak M42 2 × 20-мм зенітні гармати FlaK 30                                                                                   | 1 × 37-мм зенітна гармата Flak M42 2 × 20-мм зенітні гармати FlaK 30                                                                                   |

U-294 — німецький підводний човен типу VIIC/41 часів Другої світової війни.
Замовлення на будівництво човна віддане 14 жовтня 1941 року. Човен заклали на верфі суднобудівної компанії «Bremer Vulkan-Vegesacker Werft» у місті Бремен 22 грудня 1942 року під заводським номером 59. Спущений на воду 27 серпня 1943 року, 4 жовтня 1943 року увійшов до складу 8-ї флотилії. Також за час служби входив до складу 11-ї, 13-ї флотилії та 14-ї флотилій. Єдиним командиром підводного човна був оберлейтенант-цур-зее резерву Гайнц Шютт.
Човен виконав 5 бойових походів, у яких не потопив та не пошкодив жодного судна.
Капітулював 9 травня 1945 року у Нарвіку, Норвегія. 19 травня 1945 року переведено до Лох-Еріболлу, Шотландія та пізніше до Лізагаллі. Потоплений 31 грудня 1945 року північніше Ірландії (55°44′ пн. ш. 08°40′ зх. д. / 55.733° пн. ш. 8.667° зх. д.) під час проведення операції «Дедлайт».